# 柳亭こみち
柳亭 こみち（りゅうてい こみち、1974年12月10日 - ）は、落語協会所属の落語家。出囃子∶供奴、紋∶変わり羽団扇。

## 来歴
東村山市立南台小学校から富士見小学校（新設校に6年生で転入）、東村山市立第一中学校、東京都立国分寺高等学校を経て、早稲田大学第二文学部卒業。
大学卒業後は出版社に勤務し社会人を経験した後、入門に備えて弱かった扁桃腺を切る手術を受け、2003年（平成15年）に七代目柳亭燕路に入門する。前座名は大師匠小三治の「小」、師匠燕路の「路」を合わせ「こみち」。2006年（平成18年）11月、二ツ目に昇進。
2010年（平成22年）1月、お笑いコンビ「宮田陽・昇」の宮田昇と結婚。2013年（平成25年）5月に長男が誕生し、2015年（平成27年）12月には次男が誕生。出産直前まで高座に上がり、出産後すぐ高座復帰している。
2003年入門の同期、古今亭文菊・柳家小八・三遊亭ときん・鈴々舎馬るこ・桂三木助・古今亭志ん五・古今亭駒治・柳家小平太・柳家勧之助との10人で、「TEN」というユニットを組んでいた。
2017年9月、五代目桂三木助、二代目古今亭志ん五と共に真打昇進。

## 芸歴
- 2003年 - 七代目柳亭燕路に入門、「こみち」を名乗る。
- 2006年11月 - 二ツ目昇進。
- 2017年9月 - 真打昇進。

## 演目

### 古典
- 井戸の茶碗
- 植木のお化け
- 植木屋娘
- 応挙の幽霊
- 御神酒徳利
- 鰍澤
- 掛取万歳
- 稽古屋
- 甲府ぃ
- 黄金餅
- 蒟蒻問答
- 三枚起請
- 七段目
- 芝浜
- 虱茶屋
- 竹の水仙
- 転宅
- 徳ちゃん
- 二番煎じ
- 抜け雀
- 舟弁慶
- 悋気の独楽

### 改作
- 井戸の茶碗〜母と娘編
- おきんの試し酒
- 女版不動坊
- 死神婆
- 崇徳院〜お嬢様編
- そばの清子
- 蒟蒻尼問答
- 東村山棒鱈
- 船徳と嫁姑
- 寝床〜おかみさん編
- らくだの女

### 新作
- 任侠流山動物園[注 1]

## 人物
踊りが得意で、急遽休演になったホンキートンクの代演で高座をつとめたことがある。2023年12月、鈴本演芸場昼席の膝替わり前で『紙入れ』を演じた際にサゲで噛んでしまい、高座に残って即興で『かっぽれ』を披露し観客に謝罪した。
七代目柳家つばめを名乗る予定があった。
弁財亭和泉と仲がいい。「ちょっと立ち話を」のつもりで二時間も話していたこともある。
夫である宮田昇が落語芸術協会に所属しているため「寄席の楽屋で芸協のスパイと呼ばれている。」と高座でネタにしている。
2025年春から初めて弟子を採った。20代後半の男女1名ずつである。

## 出演

### テレビ番組
- 「オンナたちの分岐点」【整形＆転身＆開業…人生が変わる瞬間に密着】（フジテレビ） 2017年11月17日[13][14]
- ヒルナンデス！（日本テレビ、2020年4月24日）

### ラジオ番組
- GOGOMONZ（NACK5、2020年10月5日）
- ラジオ深夜便「年の暮れのそば談義」（NHK、2023年12月29日）

### コマーシャル・メッセージ
- 日本生命 みらいサポート「2011年の女性たちへ」篇　（2011年）[15]